# Liste de films tournés dans le département de Lot-et-Garonne
Un certain nombre d'œuvres cinématographiques et télévisuelles ont été tournés dans le département de Lot-et-Garonne.
Voici une liste à compléter de films, téléfilms, feuilletons télévisés, films documentaires… tournés dans le département de Lot-et-Garonne, classés par commune et lieu de tournage et date de diffusion.
- Haut – A
- B
- C
- D
- E
- F
- G
- H
- I
- J
- K
- L
- M
- N
- O
- P
- Q
- R
- S
- T
- U
- V
- W
- X
- Y
- Z

## A
- Haut – A
- B
- C
- D
- E
- F
- G
- H
- I
- J
- K
- L
- M
- N
- O
- P
- Q
- R
- S
- T
- U
- V
- W
- X
- Y
- Z

- Agen
  - 2016 : Mercenaire de Sacha Wolff
  - 2019 : Capitaine Marleau Saison 3, Épisode 2 : Grand Huit série télévisée de Josée Dayan et Elsa Marpeau[1]

- Agnac
  - 2012 : La Dune de Yossi Aviram.

- Allemans-du-Dropt
  - 2012 : La Dune de Yossi Aviram.

## B
- Haut – A
- B
- C
- D
- E
- F
- G
- H
- I
- J
- K
- L
- M
- N
- O
- P
- Q
- R
- S
- T
- U
- V
- W
- X
- Y
- Z

- Boé

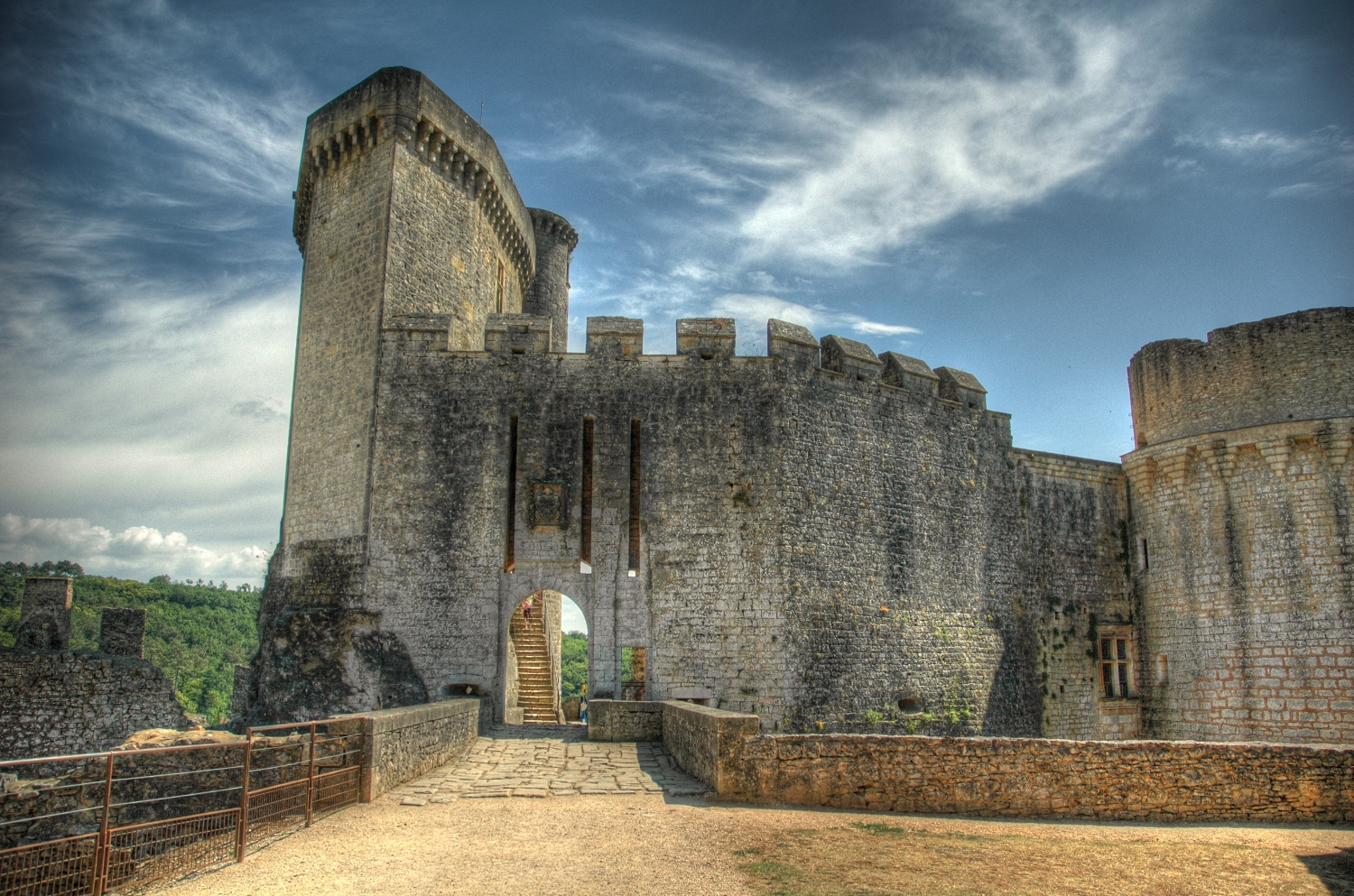
Le Château de Bruniquel, lieu de tournage du Vieux Fusil

  - 2019 : Capitaine Marleau : épisode 'Le Grand Huit' série télévisée de Josée Dayan et Elsa Marpeau[1]

- Château de Bonaguil
  - 1975 : Le Vieux Fusil de Robert Enrico.

## C
- Haut – A
- B
- C
- D
- E
- F
- G
- H
- I
- J
- K
- L
- M
- N
- O
- P
- Q
- R
- S
- T
- U
- V
- W
- X
- Y
- Z

- Castella
  - 1986 : Le Lieu du crime de André Téchiné.

- Castillonnès
  - 1961 : Tout l'or du monde de René Clair.

- Clermont-Soubiran
  - 1986 : Le Lieu du crime de André Téchiné.

- Caubeyres
  - 2019 : La Nuée de Just Philippot

## D
- Haut – A
- B
- C
- D
- E
- F
- G
- H
- I
- J
- K
- L
- M
- N
- O
- P
- Q
- R
- S
- T
- U
- V
- W
- X
- Y
- Z

- Duras
  - 2012 : La Dune de Yossi Aviram.

## F
- Haut – A
- B
- C
- D
- E
- F
- G
- H
- I
- J
- K
- L
- M
- N
- O
- P
- Q
- R
- S
- T
- U
- V
- W
- X
- Y
- Z

- Fumel
  - 2011 : Calibre 9 de Jean-Christian Tassy
  - 2016 : Mercenaire de Sacha Wolff

## L
- Le Passage
  - 2019 : Capitaine Marleau : épisode 'Le Grand Huit' série télévisée de Josée Dayan et Elsa Marpeau[1]

## M
- Haut – A
- B
- C
- D
- E
- F
- G
- H
- I
- J
- K
- L
- M
- N
- O
- P
- Q
- R
- S
- T
- U
- V
- W
- X
- Y
- Z

- Marmande
  - 2018 : Joyeux Anniversaire de Cédric Kahn[2]

- Montauriol
  - 1962 : Le Chevalier de Pardaillan de Bernard Borderie[3]

## N
- Haut – A
- B
- C
- D
- E
- F
- G
- H
- I
- J
- K
- L
- M
- N
- O
- P
- Q
- R
- S
- T
- U
- V
- W
- X
- Y
- Z

- Nérac
  - 1962 : Le Chevalier de Pardaillan de Bernard Borderie[3]
  - 2018 : Joyeux Anniversaire de Cédric Kahn[2]

## R
- Roquefort
  - 2019 : Capitaine Marleau Saison 3, Épisode 2 : Grand Huit série télévisée de Josée Dayan et Elsa Marpeau (Walygator Sud-Ouest)[1]

## S
- Saint-Romain-le-Noble
  - 2021 : L'Homme qui penche de Marie-Violaine Brincard et Olivier Dury

## T
- Haut – A
- B
- C
- D
- E
- F
- G
- H
- I
- J
- K
- L
- M
- N
- O
- P
- Q
- R
- S
- T
- U
- V
- W
- X
- Y
- Z

- Tonneins
  - 2012 : La Dune de Yossi Aviram.

## V
- Haut – A
- B
- C
- D
- E
- F
- G
- H
- I
- J
- K
- L
- M
- N
- O
- P
- Q
- R
- S
- T
- U
- V
- W
- X
- Y
- Z

- Villeneuve-sur-Lot
  - 1994 : Les Roseaux sauvages de André Téchiné.
  - 2000 : Les Glaneurs et la Glaneuse de Agnès Varda[4]
  - 2016 : Mercenaire de Sacha Wolff
  - 2018 : Joyeux Anniversaire de Cédric Kahn[2]